# Takehiro Katō
Takehiro Katō (jap. 加藤 豪宏, Katō Takehiro; * 28. Juli 1974 in der Präfektur Kyoto) ist ein ehemaliger japanischer Fußballspieler.

## Karriere
Katō erlernte das Fußballspielen in der Schulmannschaft der Yamashiro High School. Seinen ersten Vertrag unterschrieb er 1993 bei Gamba Osaka. Der Verein spielte in der höchsten Liga des Landes, der J1 League. Für den Verein absolvierte er fünf Erstligaspiele. 1997 wechselte er zum Zweitligisten Oita Trinity. 1998 wechselte er zu Sagawa Express Osaka. Ende 2001 beendete er seine Karriere als Fußballspieler.